# Volta a Catalunya de 1962
La Volta a Catalunya de 1962 va ser 42a edició de la Volta Ciclista a Catalunya. Es disputà en 9 etapes del 9 al 16 de setembre de 1962 amb un total de 1339,5 km. El vencedor final fou el mallorquí Antoni Karmany de l'equip Kas per davant del seu company d'equip Manuel Martín Piñera i de Ginés García de l'equip Águila-Denia.
La quarta etapa estava dividida en dos sectors. Hi havia dues contrarellotges; una al segon sector de la quarta etapa, i l'altra a la vuitena etapa. Per primer cop una etapa de la "Volta" arribava a Saragossa.
El santjoaner Antoni Karmany aconseguia el triomf final gràcies especialment a la bona contrarellotge de la penúltima etapa.

## Etapes
| Etapa | Data           | Ciutats d'etapa                 | km    | Vencedor de l'etapa | Líder de la general  |
| ----- | -------------- | ------------------------------- | ----- | ------------------- | -------------------- |
| 1a    | 9 de setembre  | Circuit de Montjuïc (Barcelona) | 38,5  | Valentín Uriona     | Valentín Uriona      |
| 2a    | 9 de setembre  | Barcelona – Tarragona           | 133,0 | Marcel Ongenae      | Valentín Uriona      |
| 3a    | 9 de setembre  | Tarragona - Saragossa           | 239,0 | Rino Benedetti      | Valentín Uriona      |
| 4a A  | 11 de setembre | Saragossa - Binèfar             | 157,0 | Ginés García        | Ginés García         |
| 4a B  | 11 de setembre | Binèfar - Lleida (CRI)          | 39,0  | Miquel Pacheco      | Ginés García         |
| 5a    | 12 de setembre | Lleida - Manresa                | 131,0 | Antoni Karmany      | Manuel Martín Piñera |
| 6a    | 13 de setembre | Manresa - Argentona             | 182,0 | Julio Jiménez       | Piet van Est         |
| 7a    | 14 de setembre | Argentona - Banyoles            | 183,0 | Juan Sánchez        | Piet van Est         |
| 8a    | 15 de setembre | Girona - Palafrugell (CRI)      | 58,0  | José Pérez-Francés  | Antoni Karmany       |
| 9a    | 16 de setembre | Palafrugell - Barcelona         | 189,0 | Bruno Mealli        | Antoni Karmany       |

### 1a etapa[1]
09-09-1962: Circuit de Montjuïc (Barcelona), 38,5:
|   | Ciclista        | Equip              | Temps   |
| - | --------------- | ------------------ | ------- |
| 1 | Valentín Uriona | Funcor-Munguia     | 54' 45" |
| 2 | Bruno Sivilotti | EMI-C.C Barcelonès | + 27"   |
| 3 | Piet van Est    | Faema              | m. t.   |

|   | Ciclista        | Equip              | Temps   |
| - | --------------- | ------------------ | ------- |
| 1 | Valentín Uriona | Funcor-Munguia     | 54' 45" |
| 2 | Bruno Sivilotti | EMI-C.C Barcelonès | + 27"   |
| 3 | Piet van Est    | Faema              | m. t.   |

### 2a etapa[1]
09-09-1962: Barcelona – Tarragona, 133,0 km.:
|   | Ciclista              | Equip          | Temps      |
| - | --------------------- | -------------- | ---------- |
| 1 | Marcel Ongenae        | Faema          | 3h 23' 17" |
| 2 | Bruno Mealli          | Ignis          | m. t.      |
| 3 | Juan María Uribezubia | Funcor-Munguia | m. t.      |

|   | Ciclista        | Equip          | Temps      |
| - | --------------- | -------------- | ---------- |
| 1 | Valentín Uriona | Funcor-Munguia | 4h 18' 27" |
| 2 | Marcel Ongenae  | Faema          | + 02"      |
| 3 | Bruno Mealli    | Ignis          | m. t.      |

### 3a etapa[2]
10-09-1962: Tarragona - Saragossa, 239,0 km.:
|   | Ciclista        | Equip          | Temps      |
| - | --------------- | -------------- | ---------- |
| 1 | Rino Benedetti  | Ignis          | 6h 49' 10" |
| 2 | Gabriel Mas     | Faema          | + 21"      |
| 3 | Valentín Uriona | Funcor-Munguia | + 22"      |

|   | Ciclista        | Equip          | Temps       |
| - | --------------- | -------------- | ----------- |
| 1 | Valentín Uriona | Funcor-Munguia | 11h 07' 59" |
| 2 | Rino Benedetti  | Ignis          | + 05"       |
| 3 | Marcel Ongenae  | Faema          | + 14"       |

### 4a etapa[2]
11-09-1962: (4A Saragossa - Binèfar 157 km) i (4B Binèfar - Lleida 39 km CRI):
|   | Ciclista        | Equip              | Temps      |
| - | --------------- | ------------------ | ---------- |
| 1 | Ginés García    | Águila-Denia       | 4h 27' 50" |
| 2 | Julio Jiménez   | Faema              | + 47"      |
| 3 | Bruno Sivilotti | EMI-C.C Barcelonès | + 4' 46"   |

|   | Ciclista         | Equip | Temps   |
| - | ---------------- | ----- | ------- |
| 1 | Miquel Pacheco   | Kas   | 58' 08" |
| 2 | Francisco Gabica | Kas   | + 23"   |
| 3 | Gastone Nencini  | Ignis | + 25"   |

|   | Ciclista       | Equip        | Temps      |
| - | -------------- | ------------ | ---------- |
| 1 | Ginés García   | Águila-Denia | 5h 29' 30" |
| 2 | Julio Jiménez  | Faema        | + 46"      |
| 3 | Miquel Pacheco | Kas          | + 1' 14"   |

|   | Ciclista        | Equip          | Temps       |
| - | --------------- | -------------- | ----------- |
| 1 | Ginés García    | Águila-Denia   | 16h 38' 26" |
| 2 | Miquel Pacheco  | Kas            | + 56"       |
| 3 | Valentín Uriona | Funcor-Munguia | + 1' 11"    |

### 5a etapa[3]
12-09-1962: Lleida - Manresa, 131,0 km.:
|   | Ciclista            | Equip    | Temps      |
| - | ------------------- | -------- | ---------- |
| 1 | Antoni Karmany      | Kas      | 3h 35' 01" |
| 2 | Piet van Est        | Faema    | m. t.      |
| 3 | Fernando Manzaneque | Licor 43 | m. t.      |

|   | Ciclista             | Equip | Temps       |
| - | -------------------- | ----- | ----------- |
| 1 | Manuel Martín Piñera | Kas   | 20h 15' 36" |
| 2 | Antoni Karmany       | Kas   | + 03"       |
| 3 | Piet van Est         | Faema | + 20"       |

### 6a etapa[4]
13-09-1962: Manresa - Argentona, 182,0 km.:
|   | Ciclista      | Equip  | Temps      |
| - | ------------- | ------ | ---------- |
| 1 | Julio Jiménez | Faema  | 5h 10' 21" |
| 2 | Gabriel Mas   | Faema  | + 2' 04"   |
| 3 | Francesc Suñé | Ferrys | + 2' 08"   |

|   | Ciclista       | Equip        | Temps       |
| - | -------------- | ------------ | ----------- |
| 1 | Piet van Est   | Faema        | 25h 30' 36" |
| 2 | Antoni Karmany | Kas          | + 02"       |
| 3 | Ginés García   | Águila-Denia | + 05"       |

### 7a etapa[5]
14-09-1962: Argentona - Banyoles, 183,0 km.:
|   | Ciclista            | Equip        | Temps      |
| - | ------------------- | ------------ | ---------- |
| 1 | Juan Sánchez        | Águila-Denia | 5h 28' 59" |
| 2 | Fernando Manzaneque | Licor 43     | + 52"      |
| 3 | Rino Benedetti      | Ignis        | + 1' 12"   |

|   | Ciclista       | Equip        | Temps       |
| - | -------------- | ------------ | ----------- |
| 1 | Piet van Est   | Faema        | 31h 00' 47" |
| 2 | Antoni Karmany | Kas          | + 02"       |
| 3 | Ginés García   | Águila-Denia | + 05"       |

### 8a etapa[6]
15-09-1962: Girona - Palafrugell, 58,0 km. CRI:
|   | Ciclista             | Equip  | Temps      |
| - | -------------------- | ------ | ---------- |
| 1 | José Pérez-Francés   | Ferrys | 1h 25' 08" |
| 2 | Antoni Karmany       | Kas    | + 40"      |
| 3 | Manuel Martín Piñera | Kas    | + 57"      |

|   | Ciclista             | Equip | Temps       |
| - | -------------------- | ----- | ----------- |
| 1 | Antoni Karmany       | Kas   | 32h 26' 37" |
| 2 | Manuel Martín Piñera | Kas   | + 32"       |
| 3 | Miquel Pacheco       | Kas   | + 49"       |

### 9a etapa[7]
16-09-1962: Palafrugell - Barcelona, 189,0 km.:
|   | Ciclista            | Equip        | Temps      |
| - | ------------------- | ------------ | ---------- |
| 1 | Bruno Mealli        | Ignis        | 4h 27' 34" |
| 2 | Juan Sánchez        | Águila-Denia | m. t.      |
| 3 | Fernando Manzaneque | Licor 43     | m. t.      |

|   | Ciclista             | Equip        | Temps       |
| - | -------------------- | ------------ | ----------- |
| 1 | Antoni Karmany       | Kas          | 36h 55' 08" |
| 2 | Manuel Martín Piñera | Kas          | + 32"       |
| 3 | Ginés García         | Águila-Denia | + 50"       |

## Classificació General
|    | Ciclista             | Equip          | Temps       |
| -- | -------------------- | -------------- | ----------- |
| 1  | Antoni Karmany       | Kas            | 36h 55' 08" |
| 2  | Manuel Martín Piñera | Kas            | + 32"       |
| 3  | Ginés García         | Águila-Denia   | + 50"       |
| 4  | Piet van Est         | Faema          | + 59"       |
| 5  | Fernando Manzaneque  | Licor 43       | + 3' 33"    |
| 6  | Gabriel Mas          | Faema          | + 3' 54"    |
| 7  | Valentín Uriona      | Funcor-Munguia | + 4' 00"    |
| 8  | José Pérez-Francés   | Ferrys         | + 5' 05"    |
| 9  | Bruno Mealli         | Ignis          | + 5' 27"    |
| 10 | Francisco Gabica     | Kas            | + 5' 55"    |

## Classificacions secundàries
| \| \| Ciclista \| Equip \| Punts \| \| - \| --------------- \| -------- \| -------- \| \| 1 \| Ángel Guardiola \| Licor 43 \| 21 punts \| \| 2 \| Idrio Bui \| Ignis \| 19 punts \| \| 3 \| Julio Jiménez \| Faema \| 16 punts \| |                 |          |          |
| | Ciclista        | Equip    | Punts    |
| 1 | Ángel Guardiola | Licor 43 | 21 punts |
| 2 | Idrio Bui       | Ignis    | 19 punts |
| 3 | Julio Jiménez   | Faema    | 16 punts |

|   | Ciclista          | Equip        | Punts    |
| - | ----------------- | ------------ | -------- |
| 1 | Josep Segú        | Faema        | 26 punts |
| 2 | Salvador Honrubia | Licor 43     | 7 punts  |
| 3 | José Quesada      | Águila-Denia | 6 punts  |

|   | Equip | Nacionalitat | Temps        |
| - | ----- | ------------ | ------------ |
| 1 | Kas   | Espanya      | 110h 46' 46" |
| 2 | Faema | Espanya      | + 11' 47"    |
| 3 | Ignis | Itàlia       | + 23' 36"    |